# 第37SS義勇騎兵師団
第37SS義勇騎兵師団リュッツォウ（独37. SS-Freiwilligen-Kavallerie-Division „Lützow“）は武装親衛隊の師団である。師団名称「リュッツォウ」はプロイセンの将軍ルートヴィヒ・アドルフ・フォン・リュッツォウ男爵(de:Ludwig Adolf Wilhelm von Lützow)にちなんで名づけられた。

## 歴史
1945年2月11日、ブダペストにおいてドイツ第9SS山岳軍団とハンガリー第1軍の一部はソビエト赤軍による包囲を突破する作戦を開始、その中には第8SS騎兵師団、第13装甲師団、第22SS義勇騎兵師団の残存兵らが加わっていた。しかし、これは事前に赤軍により察知されており、脱出できたのはわずかに785名、第8SS騎兵師団、第22SS義勇騎兵師団残余に至っては最大でも170名であった。
第37SS義勇騎兵師団の編成についてはブダペストの戦い以前に準備されており、第8SS騎兵師団、第22SS義勇騎兵師団の残存兵を中心として第33SS騎兵師団として編成する予定であった。しかし、ブダペストの包囲網から脱出できた将兵が予想以上に少なかったため、2月19日、両SS騎兵師団残存兵と編成途中の部隊を統合して第33騎兵師団を編成することが正式に命令された。ただし、師団番号は武装擲弾兵旅団シャルルマーニュなど4個SS旅団が師団昇格したため、3月26日、公式に第37SS義勇騎兵師団と改称された。
師団所属将校、下士官はかき集められたドイツ人が務め、兵のほとんどがハンガリー、ユーゴスラビアのドイツ系義勇兵であったが、一部他国の義勇兵も含まれていた。しかし、師団はアマイザー戦闘団、カイテル戦闘団として分遣されていたため、師団としての統一行動は一度も行うことがなかった。
編成中、師団長はヘルマン・フェーゲラインの弟、ヴァルデマール・フェーゲライン親衛隊准将が務めていたが、2月28日より、カール・ゲーゼレ親衛隊大佐が務めることになった。また、第93SS義勇騎兵連隊隊長はヴィルヘルム・カイテルの息子、カール＝ハインツ・カイテル親衛隊中佐が務めていた。

### アマイザー戦闘団
師団編成中の2月25日、師団は1個戦闘団を編成するよう命令を受けたため、第92SS義勇騎兵連隊を主幹として連隊長アントン・アマイザー親衛隊中佐を隊長としてアマイザー戦闘団が編成された。戦闘団は3月5日から16日までビクスケ防衛など、グラン橋頭堡、ドナウ川北岸で戦い、3月21日以降はドナウ川沿いに困難な撤退戦を展開した。
4月1日、プレースブルク東へ撤退した後、さらに5日にはマルフ川を西へ撤退した。その後、戦闘団は第96歩兵師団へ編入され、同師団所属部隊として戦い、1945年5月8日、戦闘団残余はフライシュタットでアメリカ軍へ投降したが、その将兵の大部分は5月14日にソビエト赤軍へ引き渡され、過酷な日々を送ることとなった。

### カイテル戦闘団
1945年3月17日、ソビエト赤軍はウィーン攻勢を開始、ドイツ軍はそれまで展開していた春の目覚め作戦を中止、崩壊したドイツ部隊は敗走を重ねていた。そのため、3月26日、戦闘準備が整いつつあった第37SS義勇騎兵師団は戦闘団を編成するよう命令をされ、第93SS義勇騎兵連隊を主幹としてカイテル戦闘団が編成され、ヴィナー・ノイシュタットとマッテルスブルクの間にある名前だけの防衛線「ニーダードナウ要塞地帯」へ派遣され、激しい防衛戦を重ねつつも遅滞戦術を行った。
4月4日、戦闘団はヴィーナー・ノイシュタット南西で戦い、8日、戦闘団は「ミュラー戦闘団」をさらに編成、ミュラー戦闘団はプッフブルクでソビエト赤軍を一度は押し戻したが、反撃を受け撤退した。その後カイテル戦闘団はクロスター渓谷を経由して西方へ撤退戦を行い、激しい損失を追いつつもペルニッツ、ザンクト・エーギトまで脱出、4月29日にはシュヴァルツァウにおいて第117猟兵師団と合流した。
その後、戦闘団はアメリカ軍と降伏交渉を行い、5月12日、ヴィンディッシュガルシュテンに到着したカイテル戦闘団、13日にはエンスに到着したミュラー戦闘団がそれぞれアメリカ軍に降伏した。戦闘団所属将兵約2,000名の内、5月13日の捕虜収容所へ送られる直前の整列に立ち会えた者はわずか180名であった。

### 師団本部
1945年4月1日、ウィーンにおけるソビエト赤軍の大攻勢が開始されたため、第37SS騎兵師団にも出撃命令が出されたが、すでに2個戦闘団を抽出していたため、師団本部を中心として雑多な部隊をかき集めてSSL戦闘団を編成した。なお、諸説あるが、この時期に師団名称「リュッツォウ」がドイツ総統アドルフ・ヒトラーより送られたとする説が存在する。
すでにウィーン市街では激戦が行われていたが、ドイツ軍各部隊が撤退するためにはドナウ北岸橋頭堡を確保する必要が存在していたが、ドイツ軍は迫りくる多大なソビエト赤軍に対し、捨て身の防衛戦を行った。この激しい防衛線でSSL戦闘団も大損害を受けたが、ウィーン北方への脱出に成功、4月14日にはウィーン北方のシュトッケナウで戦線を構築した。その後、4月17日にSSL戦闘団より師団本部が引き抜かれ、残存将兵は第96歩兵師団へ異動となった。師団本部のその後はプラハへ一部が向かったという情報もあるが不明である。

## その他
この師団の隊員数名が、終戦直後の5月13日に発生したアルトハイム捕虜収容所の大脱走に関与している。

## 師団長
| 着任          | 離任          | 階級（当時） | 氏名                                                  |
| ------------- | ------------- | ------------ | ----------------------------------------------------- |
| 1945年2月26日 | 1945年2月28日 | 親衛隊准将   | ヴァルデマール・フェーゲライン (de:Waldemar Fegelein) |
| 1945年3月1日  | 1945年5月     | 親衛隊大佐   | カール・ゲーゼレ (Karl Gesele)                        |

## 戦闘序列
- 第92SS騎兵連隊
- 第93SS騎兵連隊
- 第94SS騎兵連隊
- 第37SS砲兵大隊
- 第37SS偵察大隊
- 第37SS戦車猟兵大隊
- 第37SS工兵大隊
- 第37SS通信中隊
- 第37SS補給部隊
- 第37野戦補充大隊